# Deilephila rivularis

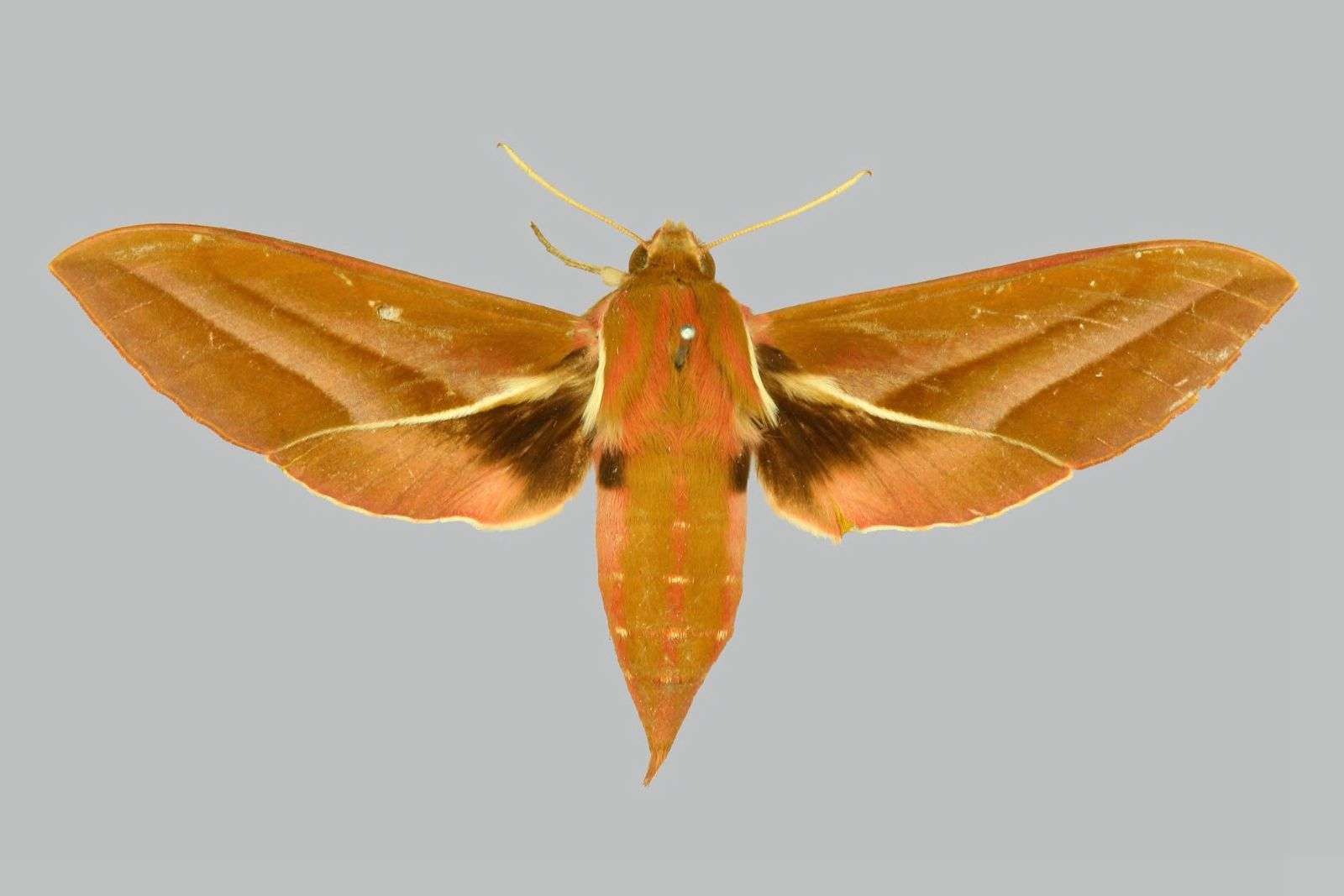
Deilephila rivularis, Weibchen

Deilephila rivularis ist ein Schmetterling (Nachtfalter) aus der Familie der Schwärmer (Sphingidae). Die Art wurde von manchen Autoren als Unterart von Deilephila elpenor betrachtet. Mittlerweile gilt der Artstatus jedoch als ausreichend bewiesen.

## Merkmale
Die Falter haben eine Flügelspannweite von 64 bis 82 Millimetern. Sie sehen Deilephila elpenor sehr ähnlich, bei ihnen sind jedoch die rosa-roten Bereiche des Körpers und der Flügel zimtfarben überzogen. Die rötliche Färbung ist dabei insbesondere auf den Flügeln viel weniger kräftig als bei der ähnlichen Art. Der Marginalbereich der Hinterflügel ist breit. Bei den männlichen Genitalien ist der Fortsatz der Sacculi klauenförmig gekrümmt und stark sklerotisiert. Der Aedeagus trägt vorne einen auffallend kräftigen, subapikalen, schrägen, gezähnten Grat, dies jeweils stärker ausgeprägt als bei Deilephila elpenor. Auch der einzelne Cornutus ist ausgeprägter.
Die Präimaginalstadien haben das gleiche Aussehen wie bei Deilephila elpenor.

## Vorkommen und Lebensweise
Die Art kommt im Osten Afghanistans in den Safēd-Kōh-Bergen in Kotkai auf einer Höhe von 2350 Metern und in Zentralafghanistan vor. Sie kommt auch in Pakistan südlich bis Karatschi und in Nordindien östlich bis Dehra Dun, Uttar Pradesh und Nepal vor. Man findet sie in Höhen zwischen 2000 und 4000 Metern. In der Literatur gibt es auch vermeintliche Nachweise von Sikkim, die jedoch sicherlich fehlerhaft sind, obwohl sogar ein Exemplar im Natural History Museum in London mit dieser Fundregion gekennzeichnet ist.
Die Raupen ernähren sich in Indien von Arisaema und Springkräutern (Impatiens), die Falter fliegen in zwei Generationen im Jahr zumindest im Februar und März sowie von Ende Juni bis Juli. Über die sonstige Lebensweise der Art und allfällige Parasitoide ist nichts bekannt.

## Belege